# Джорджия Боковън
Джорджия Боковън (на английски: Georgia Bockoven) е американска писателка на бестселъри в жанра любовен роман.

## Биография и творчество
Джорджия Боковън е родена на 7 август 1943 г. в САЩ. Баща ѝ е военен от Военновъздушните сили и семейството се мести постоянно. Във времето, когато то се установява в Калифорния, а тя е първокурсник в гимназията, вече е учила в седемнадесет различни училища в цялата страна. Няма много приятели в училище и затова много обича да чете. Освен да чете обича, и може, да пише добре, с което впечатлява учители и съученици.
След гимназията работи като журналист на свободна практика и фотограф. Един ден след седем години решава, че може да опита отново да пише. Продава първата си книга за „Harlequin“ през 1982 г. и романът „Неуморен прилив“ е издаден през 1983 г. Той има успех и тя става търсен автор, като оттогава е написала над 20 романса.
Произведенията ѝ са отпечатани в над 4 милиона екземпляра по целия свят. Романът ѝ „Today, Tomorrow, Always“ от 1985 г. е удостоен с наградата РИТА, а романът „Брак по сметка“ е екранизиран от „CBS“ през 1998 г. в едноименния филм с участието на Джейн Сиймур и Джеймс Бролин.
Джорджия Боковън е омъжена за Джон Боковън, пожарникар в Сакраменто. Имат две деца – Джон и Пол. Когато съпругът ѝ се пенсионира от пожарната, тя решава да прекъсне писането и двамата да се занимават с фотография, за да прекарват повече време заедно. Резултатът е много нови професионални фотографии изпълнени с творческа енергия.
Джорджия Боковън живее със семейството си в Роклин, близо до Сакраменто, Калифорния. Когато не пише обича да пътува, да се занимава в градината и да търси екзотични неща по магазините.

## Произведения

### Самостоятелни романи
- Неуморен прилив, Restless Tide (1983)
- След мълнията, After the Lightning (1984)
- Стъпка по стъпка, Little by Little (1984)
- Tracings On a Window (1984)
- Диви цветя, A Gift of Wild Flowers (1985)
- Today, Tomorrow, Always (1985) – награда РИТА
- Седем дни след петък, A Week from Friday (1986)
- Дългият път към дома, The Long Road Home (1986)
- Любовни песни, Love Songs (1987)
- Любовна песен за утре, Tomorrow's Love Song (1987)
- Брак по сметка, A Marriage of Convenience (1991)
- Жена между трима, The Way It Should Have Been (1993) – издаден и като „Carly's Gift“
- Нежни мигове, Moments (1994)
- Сам в тълпата, Alone in a Crowd (1995)
- Far from Home (1996)
- An Unspoken Promise (1997)
- Things Remembered (1998)
- Disguised Blessing (1998)
- Blessings in Disguise (2000)
- If I'd Never Known Your Love (2007)
- The Year Everything Changed (2011)

### Серия „Плажна къща“ (Beach House)
1. The Beach House (1997)
2. Another Summer (2001)
3. Return to the Beach House (2014)
4. The Cottage Next Door (2015)
5. Coming Home (2017)

### Филмография
- 1998 A Marriage of Convenience – ТВ филм по романа „Брак по сметка“